# Garden Shed
Garden Shed is het debuutalbum van de Britse band England uit 1977.
Dit debuutalbum is niet direct een succes binnen het genre van de symfonische rock. Mond-tot-mond-reclame moet ervoor zorgen dat het een (klein) succes wordt. Het album is een perfecte mix van muziek van Barclay James Harvest, Moody Blues en Genesis uit de jaren 70 van de 20e eeuw. De Mellotron is nadrukkelijk aanwezig.

Het album wordt door Arista uitgebracht; de Europese persing is matig; direct al veel getik op de LP. De Japanse persing zou beter van kwaliteit zijn. De groep verdwijnt net zo snel als ze gekomen is; het blijft lange tijd bij dit album.

Door de komst van de cd na het punktijdperk ontstaat weer vraag na het album, want de geluidskwaliteit zou met de cd aanmerkelijk verbeteren. De originele tapes zijn zoek. Er wordt een Japanse persing verzorgd van een opname van de LP. Naderhand vindt men de tapes terug en komt er een Europese cd-persing; die is weer ontzettend dof van geluid; net of er deken over de microfoon is gelegd. In 1997 wordt dan nog een geremasterde versie uitgebracht. Dankzij de aanhoudende vraag komt in 2005 England zelf met een opnieuw geremasterde versie van Garden Shed. Deze klinkt helder en gedetailleerd als nooit tevoren en bevat veel origineel en hersteld hoeswerk.
England's andere album The Last of the Jubblies is veel minder bekend.

## Musici
- Martin Henderson: basgitaar en zang
- Frank Holland: gitaar en zang
- Robert Webb: toetsen en zang
- Jode Leigh: Drums, percussie en zang

## Tracks
1. Midnight madness
2. All alone
3. Three pieces suite
4. Paraffinalea
5. Yellow
6. Poisoned youth
7. Three pieces suite

Track 7 is live opgenomen tijdens een concert uit 1976.

## Trivia
Uit het boekwerk behorende bij de England uitgave is een foto gevoegd van een optreden van de band in 1978. 